# Помехувек
Помехувек (пол. Pomiechówek) — село в Польщі, у гміні Помехувек Новодворського повіту Мазовецького воєводства.
Населення — 986 осіб (2011).

## Демографія
Демографічна структура станом на 31 березня 2011 року:
|          | Загалом | Допрацездатний вік | Працездатний вік | Постпрацездатний вік |
| -------- | ------- | ------------------ | ---------------- | -------------------- |
| Чоловіки | 483     | 85                 | 351              | 47                   |
| Жінки    | 503     | 88                 | 292              | 123                  |
| Разом    | 986     | 173                | 643              | 170                  |